# Château de Villers-Hélon
Le château de Villers-Hélon est un château situé à Villers-Hélon, en France.

## Localisation
Le château est situé sur la commune de Villers-Hélon, dans le département de l'Aisne.

## Historique
Le monument est inscrit au titre des monuments historiques en 1995.